# Guðmundur Arnar Guðmundsson
Guðmundur Arnar Guðmundsson, född 25 februari 1982 i Reykjavik, är en isländsk filmregissör, filmproducent och manusförfattare. Hans första långfilm var Heartstone. Filmen nominerades till Nordiska rådets filmpris.